# Макнами, Пол
Пол Макнами (англ. Paul McNamee; род. 12 ноября 1954, Мельбурн) — австралийский профессиональный теннисист, тренер и спортивный администратор, бывшая первая ракетка мира в парном разряде.
- Четырёхкратный победитель турниров Большого шлема в мужском парном разряде
- Победитель Итогового турнира WCT 1981 года в парном разряде
- В общей сложности победитель 2 турниров Гран-при в одиночном и 23 турниров в парном разряде
- Двукратный обладатель Кубка Дэвиса в составе сборной Австралии

## Игровая карьера
В 17 лет, в 1973 году, Пол Макнами стал победителем Открытого чемпионата Австралии среди юношей. В этом же году он дебютировал в Уимблдонском турнире, а на следующий год — во взрослом Открытом чемпионате Австралии. С осени 1976 года его выступления в профессиональных теннисных турнирах стали регулярными, и в ноябре 1977 года он впервые пробился в финал такого турнира в Сантьяго (Чили), где его партнёром был американец Генри Бунис. Австралийско-американская пара сломила в полуфинале сопротивление Гильермо Виласа и Иона Цириака, а в финале проиграла местным фаворитам — паре Хайме Фильоль-Патрисио Корнехо.
В июле 1978 года с Макнами впервые сыграл в паре ещё один австралиец Питер Макнамара. Поначалу успехи новой пары были довольно скромными, но весной 1979 года в Ницце они выиграли свой первый совместный турнир, ставший началом одного из самых продуктивных сотрудничеств в истории профессионального тенниса. Макнами и Макнамара, получившие в прессе прозвище «Супермаки» (англ. Supermacs) только за 1979 год выиграли пять турниров, в том числе завершавший сезон Открытый чемпионат Австралии. Посеянным под пятым номером хозяевам корта повезло ни разу за турнир не встретиться с другой посеянной парой, но летом 1980 года Супермаки всерьёз заявили права на звание сильнейшей пары мира, последовательно переиграв на Уимблдоне практически всех именитых соперников: в четвертьфинале были повергнуты посеянные третьими Рауль Рамирес и Брайан Готтфрид, в полуфинале первая пара турнира Джон Макинрой и Питер Флеминг и в финале посеянные четвёртыми Боб Лутц и Стэн Смит. Всего за год Макнами снова выиграл пять турниров в парном разряде (в том числе три с Макнамарой), добавив к ним свой первый титул в одиночном разряде, завоёванный в марте в Палм-Харборе (Флорида) после победы над Стэном Смитом. В сентябре в Палермо он добрался до второго в карьере финала в одиночном разряде (уступив Гильермо Виласу) и после этого впервые был приглашён в состав сборной Австралии на межзональный матч Кубка Дэвиса против итальянцев. Дебют в сборной, однако, оказался неудачным: Макнами, только что победивший в Палермо лидера итальянской команды Адриано Панатту, в кубковом матче проиграл ему личную встречу, а затем и игру в парах, фактически предрешив поражение австралийцев. Концовка сезона, однако, сложилась для него удачней: в шести последних турнирах года он пять раз подряд играл в финалах, где его партнёром трижды был Макнамара и дважды швейцарец Хайнц Гюнтхардт. Макнами выиграл два финала из пяти, не сумев, однако, повторить прошлогодний успех на Открытом чемпионате Австралии, после чего продолжил серию успехов в новом году, победив с Макнамарой на Итоговом турнире WCT, проводившемся среди лучших пар прошедшего сезона.
Пропустив несколько месяцев после победы в Итоговом турнире WCT, Макнами дошёл в апреле 1981 года с командой Австралии до финала Кубка Наций в Дюссельдорфе, а затем с Макнами до финала Открытого Гран-при Германии, полуфинала Открытого чемпионата Италии и четвертьфинала Открытого чемпионата Франции. В опубликованном 25 мая рейтинге АТР среди игроков, выступающих в парном разряде, он сместил с первой строчки Джона Макинроя и оставался на ней три недели, прежде чем снова уступить первенство американцу. До конца года он выиграл ещё два турнира.
В 1982 году в Балтиморе Макнами выиграл свой второй турнир в одиночном разряде, победив в финале Гильермо Виласа, а затем на Открытом чемпионате Австралии добился лучшего в карьере результата в одиночном разряде на турнирах Большого шлема, пройдя в полуфинал. Как и за два года до этого в парах, ему повезло с жеребьёвкой — до полуфинала он не встретил ни одного сеяного соперника, проиграв в итоге посеянному первым будущему чемпиону — Джохану Крику из ЮАР. В итоге Макнами закончил год на 33-м месте в рейтинге в одиночном разряде. В парах он выиграл три турнира за год, в том числе второй за три года Уимблдонский турнир, где они с Макнамарой победили обе пары, посеянных под первыми номерами, и закончил сезон на восьмом месте.
1983 год начался с тяжелейшей травмы постоянного партнёра Макнами — Питера Макнамары: разрыв сухожилий колена вывел его из строя на 21 месяц, практически до конца 1984 года. В итоге Макнами выступал весь год с разными партнёрами, сумев выиграть четыре турнира в парном разряде, в том числе с ещё одним соотечественником Марком Эдмондсоном — второй за карьеру Открытый чемпионат Австралии, и закончил сезон на третьем месте в рейтинге игроков в парном разряде. Уже после победы на Открытом чемпионате Австралии он добавил в свою коллекцию трофеев Кубок Дэвиса: в четырёх матчах за сборную Австралии в этом году он принёс команде шесть очков (два в одиночном и четыре в парном разряде), не проиграв ни одной встречи. В 1984 году он в последний раз сыграл в финале турнира Большого шлема в мужских парах (в третий раз за карьеру пробившись в финал на Уимблдоне) и завоевал три последних титула в парном разряде на менее престижных турнирах, где выступал в паре с молодым Пэтом Кэшем.
Однако карьера Макнами на этом не закончилась: на следующий год, несмотря на перенесённую операцию почек, он стал победителем Уимблдонского турнира в миксте с Мартиной Навратиловой. Австралийско-американская пара в последний день турнира выиграла сначала полуфинальный, а затем и финальный матч, провела на корте почти 6 часов и 99 геймов. В полуфинале против Бетси Нагельсен и Скотта Дэвиса был установлен рекорд Уимблдона по количеству сыгранных геймов в матчах в смешанном разряде - 69 (окончательный счёт 6:7, 7:5, 23:21). За этот и следующий сезоны Макнами также ещё четыре раза играл в финалах в мужском парном разряде и дважды — в одиночном, где к маю 1986 года поднялся на 24-е место в рейтинге — высшее в одиночной карьере. В этом году он также завоевал с командой Австралии второй за карьеру Кубок Дэвиса. В последний раз он вышел на корт в профессиональном турнире в начале 1988 года, добравшись до третьего круга на чемпионате Австралии, где проиграл посеянному под седьмым номером Кэшу. Всего на счету Макнами к моменту завершения карьеры было два титула в одиночном и 23 в парном разряде (из которых 14 были завоёваны за четыре с небольшим года с Макнамарой).

## Участие в финалах турниров Большого шлема

### Мужской парный разряд (4-2)
| Результат | Год  | Турнир                           | Партнёр         | Соперники в финале          | Счёт в финале           |
| --------- | ---- | -------------------------------- | --------------- | --------------------------- | ----------------------- |
| Победа    | 1979 | Открытый чемпионат Австралии     | Питер Макнамара | Пол Кронк Клифф Летчер      | 7-6, 6-2                |
| Победа    | 1980 | Уимблдонский турнир              | Питер Макнамара | Боб Лутц Стэн Смит          | 7-6, 6-3, 6-7, 6-4      |
| Поражение | 1980 | Открытый чемпионат Австралии     | Питер Макнамара | Ким Уорик Марк Эдмондсон    | 5-7, 4-6                |
| Победа    | 1982 | Уимблдонский турнир (2)          | Питер Макнамара | Джон Макинрой Питер Флеминг | 6-3, 6-2                |
| Победа    | 1983 | Открытый чемпионат Австралии (2) | Марк Эдмондсон  | Стив Дентон Шервуд Стюарт   | 6-3, 7-6                |
| Поражение | 1984 | Уимблдонский турнир              | Пэт Кэш         | Джон Макинрой Питер Флеминг | 2-6, 7-5, 2-6, 6-3, 3-6 |

### Смешанный парный разряд (1-0)
| Результат | Год  | Турнир              | Партнёрша           | Соперники в финале               | Счёт в финале |
| --------- | ---- | ------------------- | ------------------- | -------------------------------- | ------------- |
| Победа    | 1985 | Уимблдонский турнир | Мартина Навратилова | Элизабет Смайли Джон Фицджеральд | 7-5, 4-6, 6-2 |

## Финалы турниров Гран-при, WCT и Большого шлема за карьеру

### Одиночный разряд (7)
| №  | Дата          | Турнир                    | Покрытие | Соперник в финале | Счёт в финале           |
| -- | ------------- | ------------------------- | -------- | ----------------- | ----------------------- |
| 1. | 31 марта 1980 | Палм-Харбор, Флорида, США | Хард     | Стэн Смит         | 6-4, 6-3                |
| 2. | 1 ноября 1982 | Балтимор, Мэриленд, США   | Ковёр    | Гильермо Вилас    | 4-6, 7-5, 7-5, 2-6, 6-3 |

| №  | Дата            | Турнир                            | Покрытие | Соперник в финале | Счёт в финале |
| -- | --------------- | --------------------------------- | -------- | ----------------- | ------------- |
| 1. | 8 сентября 1980 | Палермо, Италия                   | Грунт    | Гильермо Вилас    | 4-6, 0-6, 0-6 |
| 2. | 4 апреля 1983   | Хьюстон, США                      | Грунт    | Иван Лендл        | 2-6, 0-6, 3-6 |
| 3. | 3 октября 1983  | Брисбен, Австралия                | Ковёр    | Пэт Кэш           | 6-4, 4-6, 3-6 |
| 4. | 14 апреля 1986  | Ницца, Франция                    | Грунт    | Эмилио Санчес     | 1-6, 3-6      |
| 5. | 11 августа 1986 | Сен-Венсан, Валле-д’Аоста, Италия | Грунт    | Симоне Коломбо    | 6-2, 3-6, 6-7 |

### Парный разряд (38)
| №   | Дата             | Турнир                                 | Покрытие | Партнёр         | Соперники в финале               | Счёт в финале           |
| --- | ---------------- | -------------------------------------- | -------- | --------------- | -------------------------------- | ----------------------- |
| 1.  | 2 апреля 1979    | Ницца, Франция                         | Грунт    | Питер Макнамара | Павел Сложил Томаш Шмид          | 6-1, 3-6, 6-2           |
| 2.  | 9 апреля 1979    | Каир, Египет                           | Грунт    | Питер Макнамара | Ананд Амритрадж Виджай Амритрадж | 7-5, 6-4                |
| 3.  | 17 сентября 1979 | Палермо, Италия                        | Грунт    | Питер Макнамара | Джон Фивер Исмаил эль-Шафей      | 7-5, 7-6                |
| 4.  | 17 декабря 1979  | Сидней, Австралия                      | Трава    | Питер Макнамара | Стив Дохерти Джон-Крис Льюис     | 7-6, 6-3                |
| 5.  | 24 декабря 1979  | Открытый чемпионат Австралии, Мельбурн | Трава    | Питер Макнамара | Пол Кронк Клифф Летчер           | 7-6, 6-2                |
| 6.  | 30 марта 1980    | Палм-Харбор, Флорида, США              | Хард     | Пол Кронк       | Стив Дохерти Джон Джеймс         | 6-4, 7-5                |
| 7.  | 7 апреля 1980    | Хьюстон, США                           | Грунт    | Питер Макнамара | Марти Риссен Шервуд Стюарт       | 6-4, 6-4                |
| 8.  | 23 июня 1980     | Уимблдонский турнир, Великобритания    | Трава    | Питер Макнамара | Боб Лутц Стэн Смит               | 7-6, 6-3, 6-7, 6-4      |
| 9.  | 4 ноября 1980    | Стокгольм, Швеция                      | Ковёр    | Хайнц Гюнтхардт | Боб Лутц Стэн Смит               | 6-7, 6-3, 6-2           |
| 10. | 15 декабря 1980  | Сидней (2)                             | Трава    | Питер Макнамара | Витас Герулайтис Брайан Готтфрид | 6-2, 6-4                |
| 11. | 6 января 1981    | Итоговый турнир WCT, Лондон            | Ковёр    | Питер Макнамара | Виктор Амайя Хэнк Пфистер        | 6-3, 2-6, 3-6, 6-3, 6-2 |
| 12. | 13 июля 1981     | Штутгарт, ФРГ                          | Грунт    | Питер Макнамара | Марк Эдмондсон Майк Эстеп        | 2-6, 6-4, 7-6           |
| 13. | 14 декабря 1981  | Сидней (3)                             | Трава    | Питер Макнамара | Хэнк Пфистер Джон Садри          | 6-7, 7-6, 7-6           |
| 14. | 5 апреля 1982    | Монте-Карло, Монако                    | Грунт    | Питер Макнамара | Шервуд Стюарт Марк Эдмондсон     | 6-7, 7-6, 6-3           |
| 15. | 19 апреля 1982   | Борнмут, Великобритания                | Грунт    | Бастер Моттрам  | Анри Леконт Илие Настасе         | 3-6, 7-6, 6-3           |
| 16. | 21 июня 1982     | Уимблдонский турнир (2)                | Трава    | Питер Макнамара | Джон Макинрой Питер Флеминг      | 6-3, 6-2                |
| 17. | 14 февраля 1983  | Мемфис, Теннесси, США                  | Ковёр    | Питер Макнамара | Тим Галликсон Том Галликсон      | 6-3, 5-7, 6-4           |
| 18. | 6 июня 1983      | Лондон, Великобритания                 | Трава    | Брайан Готтфрид | Стив Дентон Кевин Каррен         | 6-4, 6-3                |
| 19. | 3 октября 1983   | Брисбен, Австралия                     | Ковёр    | Пэт Кэш         | Ким Уорик Марк Эдмондсон         | 7-6, 7-6                |
| 20. | 29 ноября 1983   | Открытый чемпионат Австралии (2)       | Трава    | Марк Эдмондсон  | Стив Дентон Шервуд Стюарт        | 6-3, 7-6                |
| 21. | 2 апреля 1984    | Хьюстон (2)                            | Грунт    | Пэт Кэш         | Дэвид Доулен Ндука Одизор        | 7-5, 4-6, 6-3           |
| 22. | 23 апреля 1984   | Экс-ан-Прованс, Франция                | Грунт    | Пэт Кэш         | Крис Льюис Уолли Мазур           | 4-6, 6-3, 6-4           |
| 23. | 11 июня 1984     | Лондон (2)                             | Трава    | Пэт Кэш         | Бернард Миттон Butch Walts       | 6-4, 6-3                |

| №   | Дата            | Турнир                                 | Покрытие | Партнёр          | Соперники в финале              | Счёт в финале           |
| --- | --------------- | -------------------------------------- | -------- | ---------------- | ------------------------------- | ----------------------- |
| 1.  | 14 ноября 1977  | Сантьяго, Чили                         | Грунт    | Генри Бунис      | Патрисио Корнехо Хайме Фильоль  | 7-5, 1-6, 1-6           |
| 2.  | 5 мая 1980      | Нью-Йорк, США                          | Грунт    | Питер Макнамара  | Джон Макинрой Питер Флеминг     | 2-6, 7-5, 2-6           |
| 3.  | 9 июня 1980     | Лондон, Великобритания                 | Трава    | Шервуд Стюарт    | Джефф Мастерс Род Фроли         | 2-6, 6-4, 9-11          |
| 4.  | 17 ноября 1980  | Болонья, Италия                        | Ковёр    | Стив Дентон      | Балаж Тароци Бутч Уолтс         | 6-2, 3-6, 0-6           |
| 5.  | 25 ноября 1980  | Открытый чемпионат ЮАР, Йоханнесбург   | Хард     | Хайнц Гюнтхардт  | Боб Лутц Стэн Смит              | 7-6, 3-6, 4-6           |
| 6.  | 26 декабря 1980 | Открытый чемпионат Австралии, Мельбурн | Трава    | Питер Макнамара  | Ким Уорик Марк Эдмондсон        | 5-7, 4-6                |
| 7.  | 11 мая 1981     | Открытый Гран-при Германии, Гамбург    | Грунт    | Питер Макнамара  | Ганс Гильдемайстер Андрес Гомес | 4-6, 6-3, 4-6           |
| 8.  | 29 марта 1982   | Ницца, Франция                         | Грунт    | Балаж Тароци     | Анри Леконт Янник Ноа           | 7-5, 4-6, 3-6           |
| 9.  | 18 июля 1983    | Вашингтон, США                         | Грунт    | Ферди Тайган     | Марк Диксон Кассиу Мотта        | 2-6, 6-1, 4-6           |
| 10. | 25 июня 1984    | Уимблдонский турнир, Великобритания    | Трава    | Пэт Кэш          | Джон Макинрой Питер Флеминг     | 2-6, 7-5, 2-6, 6-3, 3-6 |
| 11. | 22 октября 1984 | Гонконг                                | Хард     | Марк Эдмондсон   | Роберт Сегусо Кен Флэк          | 7-6, 3-6, 5-7           |
| 12. | 18 марта 1985   | Роттердам, Нидерланды                  | Ковёр    | Витас Герулайтис | Павел Сложил Томаш Шмид         | 4-6, 4-6                |
| 13. | 8 июля 1985     | Бостон, США                            | Clay     | Питер Макнамара  | Слободан Живоинович Либор Пимек | 6-2, 4-6, 6-7           |
| 14. | 17 марта 1986   | Форт-Майерс, Флорида, США              | Хард     | Питер Дуган      | Андрес Гомес Иван Лендл         | 5-7, 4-6                |
| 15. | 13 октября 1986 | Сидней, Австралия                      | Хард (i) | Питер Макнамара  | Борис Беккер Джон Фицджеральд   | 4-6, 6-7                |

## Участие в финалах командных турниров
| Результат | Год  | Турнир                            | Команда                                                     | Соперники в финале                                     | Счёт |
| --------- | ---- | --------------------------------- | ----------------------------------------------------------- | ------------------------------------------------------ | ---- |
| Поражение | 1981 | Кубок Наций, Дюссельдорф, ФРГ     | Австралия · П. Макнамара, П. Макнами, К. Уорик              | Чехословакия · И. Лендл, Т. Шмид                       | 1:2  |
| Победа    | 1983 | Кубок Дэвиса, Мельбурн, Австралия | Австралия П. Кэш, П. Макнами, Дж. Фицджеральд, М. Эдмондсон | Швеция М. Виландер, Й. Нюстрем, Х. Симонссон, А. Яррид | 3:2  |
| Победа    | 1986 | Кубок Дэвиса, Мельбурн            | Австралия П. Кэш, П. Макнами, Дж. Фицджеральд               | Швеция М. Пернфорс, С. Эдберг, А. Яррид                | 3:2  |

## Дальнейшая карьера
Уже в 1984 году, задолго до окончания игровой карьеры, Макнами был избран в совет директоров Ассоциации теннисистов-профессионалов (АТР). В дальнейшем он сделал карьеру как успешный спортивный администратор. С 1999 по 2006 год он был председателем правления Открытого чемпионата Австралии по теннису (оставив эту должность после конфликта с руководством Федерации тенниса Австралии), после чего два года возглавлял аналогичный турнир по гольфу. Он также был генеральным менеджером футбольного клуба «Мельбурн Демонс», но был уволен всего через четыре месяца в результате смены руководства. В 2009 году он проиграл выборы на должность председателя Федерации тенниса Австралии, уступив сопернику всего один голос.
Макнами, вместе с австралийскими теннисистами Чарли Фанкаттом и Пэтом Кэшем, стоял у истоков престижного выставочного теннисного турнира — Кубка Хопмана, к организации которого была привлечена также вдова знаменитого теннисиста и тренера Гарри Хопмана, в честь которого турнир получил своё название. Макнами оставался директором Кубка Хопмана на протяжении 24 лет, в том числе около десятилетия после того, как права на турнир были переданы Международной федерации тенниса (ITF). Он был снят с должности директора после того, как в ITF было решено о передаче прав на турнир Федерации тенниса Австралии.
Макнами также работает тренером. В 1993 году он тренировал олимпийскую чемпионку Дженнифер Каприати, а во втором десятилетии XXI века активно поддерживал программу сотрудничества между австралийской и тайваньской теннисными федерациями, взяв шефство над одной из сильнейших теннисисток острова того времени Се Шувэй. Макнами помог одному из сильнейших теннисистов-парников Австралии того времени — Полу Хенли — убедить нескольких ведущих теннисисток острова выступать вместе с Хенли на соревнованиях среди смешанных пар в рамках турниров Большого шлема: вместе с Чжань Юнжань Хенли дошёл до финала на Australian Open, а с Се Шувэй смог сыграть в полуфинале Уимблдонского турнира. Позже Се, которую Макнами убедил уделять больше внимания игре в одиночном разряде, выиграла два турнира WTA, поднявшись в рейтинге с 333-го до 27-го места. Также в этот период китаянка стала первой представительницей острова, выигравшей турнир Большого шлема в женском парном разряде и победившей на Итоговом турнире WTA. В последние годы Макнами часто выступает с критикой Федерации тенниса Австралии, которую обвиняет в чрезмерном контроле над игроками, в первую очередь в вопросе выбора тренеров, которые меняются слишком часто. Концепция Макнами предполагает, что лучших результатов австралийские спортсмены могут достигать, лишь подолгу работая с постоянными тренерами, даже если выбирать их придётся частным образом.